# Comté de Washington (Iowa)
Pour les articles homonymes, voir Comté de Washington.
Le comté de Washington est un comté de l'État de l'Iowa, aux États-Unis.

## Municipalités du comté
| - Ainsworth - Brighton - Coppock | - Crawfordsville - Kalona | - Riverside - Washington | - Wellman - West Chester |

### Communautés non-incorporées
- Rubio